# Guy Ponce de Léon
Pour l’article homonyme, voir Ponce de León.
Guy Ponce de Léon (Paris, 10 novembre 1919 - Avignon, 19 février 1982) est un écrivain français.

## Ouvrages (partiel)

### Romans
- Les Tours de la 14e rue (Calmann-Lévy, 1958)
- Le Sang acide (Calmann-Lévy, 1959)
- Les Blanc-bleu[2] (Calmann-Lévy, 1960)
- Acier (Julliard, 1961)
- Les Enfants du Seigneur (Julliard, 1962)

### Traductions
- Le San Pablo de Richard McKenna
- Recherché pour meurtre de David Ely
- Les Doubles de David Ely